# Municipio de Bigelow (Misuri)
El municipio de Bigelow (en inglés: Bigelow Township) es un municipio ubicado en el condado de Holt en el estado estadounidense de Misuri. En el año 2010 tenía una población de 200 habitantes y una densidad poblacional de 2,48 personas por km².

## Geografía
El municipio de Bigelow se encuentra ubicado en las coordenadas 40°6′21″N 95°19′33″O / 40.10583, -95.32583. Según la Oficina del Censo de los Estados Unidos, el municipio tiene una superficie total de 80.5 km², de la cual 77,37 km² corresponden a tierra firme y (3,88 %) 3,13 km² es agua.

## Demografía
Según el censo de 2010, había 200 personas residiendo en el municipio de Bigelow. La densidad de población era de 2,48 hab./km². De los 200 habitantes, el municipio de Bigelow estaba compuesto por el 99 % blancos, el 1 % eran afroamericanos. Del total de la población el 0,5 % eran hispanos o latinos de cualquier raza.